# Безкозирка

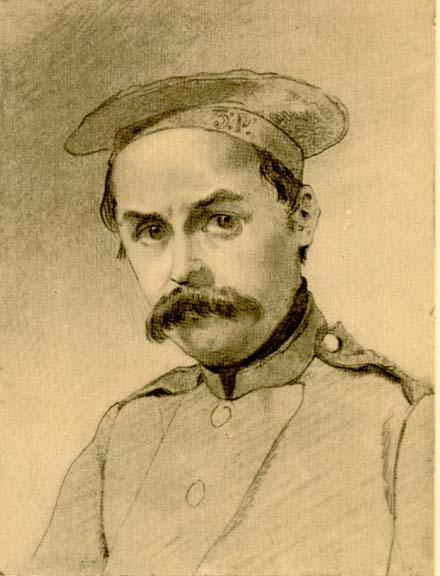
Тарас Шевченко як солдат армії Російської імперії (лінійний батальйон) у безкозирці

Безкози́рка (кашкет-безкозирка) — формений кашкет без козирка.

## Історія
У листопаді 1811 року безкозирка була введена в Російської Імператорської армії і на флоті як повсякденний, буденний головний убір у всіх частинах армії і флоту.
З середини XIX в. на безкозирках стали робити білі облямівки — вузькі білі канти — деталь, що збереглася і на сучасних безкозирках.
Перші стрічки в російському флоті з'явилися на клейончатих капелюхах матросів в 1857 році і не пізніше 1872 рокуина кашкетах. До тієї пори на околицю матроських кашкетів ставилися лише прорізні букви і цифри, які зафарбовувалися або підкладалися жовтим сукном. У 70-х роках XIX ст. на російському флоті вводиться чорна безкозирка із стрічкою, на якій наносилися написи назв флотського екіпажу і корабля. Точний розмір, форма літер на стрічках, як і самі стрічки, були затверджені для всього рядового складу російського флоту 19 серпня 1874 року. У радянському флоті шрифт на Червонофлотських стрічках був затверджений в 1923 році.
Особливою стрічкою на безкозирках радянських моряків є стрічка гвардійських кораблів, затверджена разом з гвардійським знаком в 1943 році Стрічка гвардійських кораблів має забарвлення стрічки Ордена Слави з чергуванням смуг помаранчевого і чорного кольору, що відповідає кольорам георгіївської стрічки (існує вказівка 1769 року, де сказано, що кольори дано: помаранчевий — колір полум'я і чорний — колір порохового диму).
Крім того, стрічка служила для утримування у вітряну погоду безкозирки на голові матросів — кінці стрічки обв'язувалися навколо шиї (або ж стрічки затискали зубами). Довжина стрічки була більше, ніж у сучасних безкозирок і становила близько 160 см.
Слід відзначити той факт, що безкозирка — дуже зручний формений флотський головний убір і з цієї причини безкозирки були введені на багатьох флотах з тими чи іншими змінами як формений головний убор для матросів.

## Основні деталі безкозирки
- околиця
- тулія
- облямівка
- стрічка на матроській безкозирці
- білий — літній або парадний — чохол
- кокарда (у деяких арміях, видах збройних сил і родах військ)

## Галерея

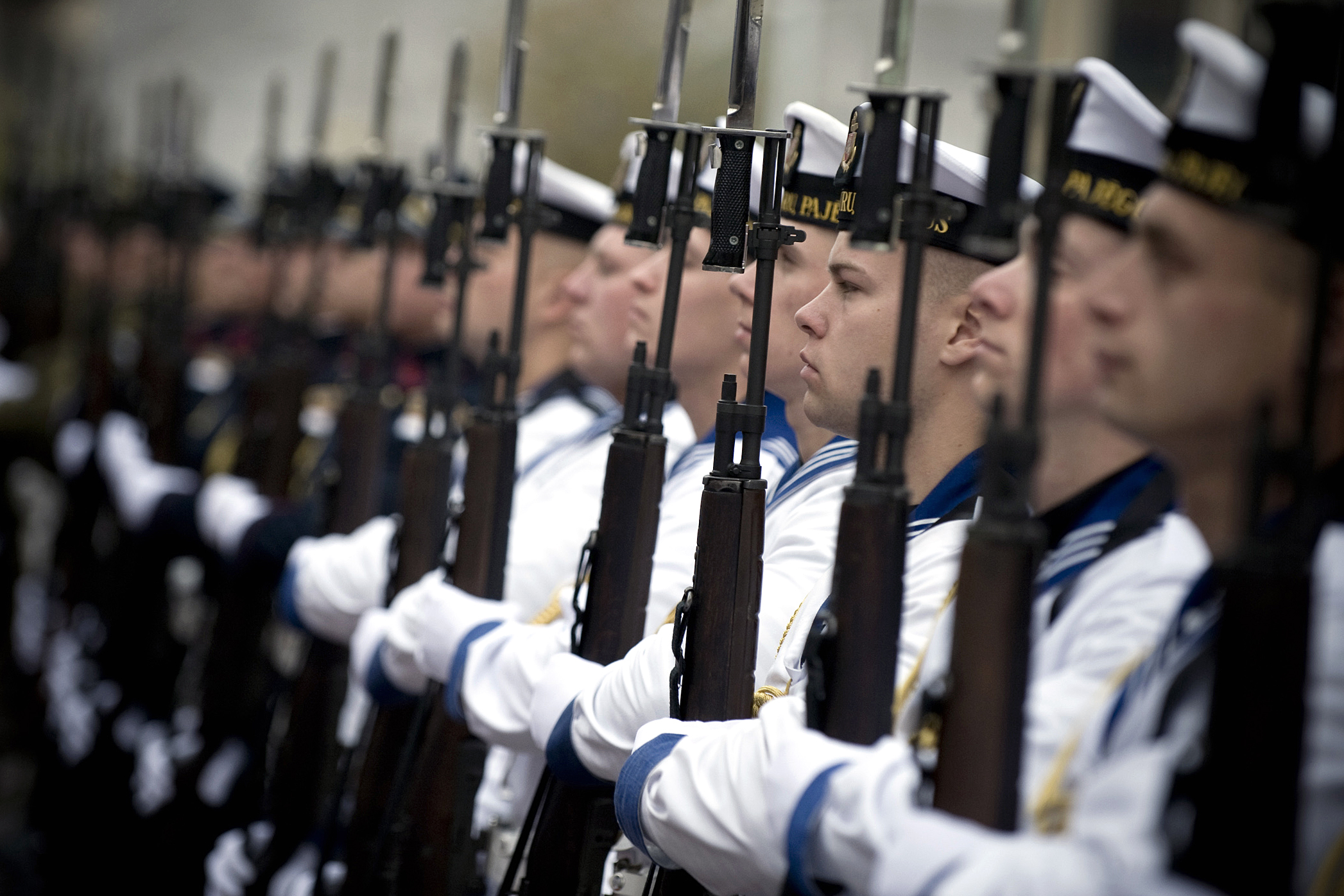
Литовські матроси, у безкозирці.
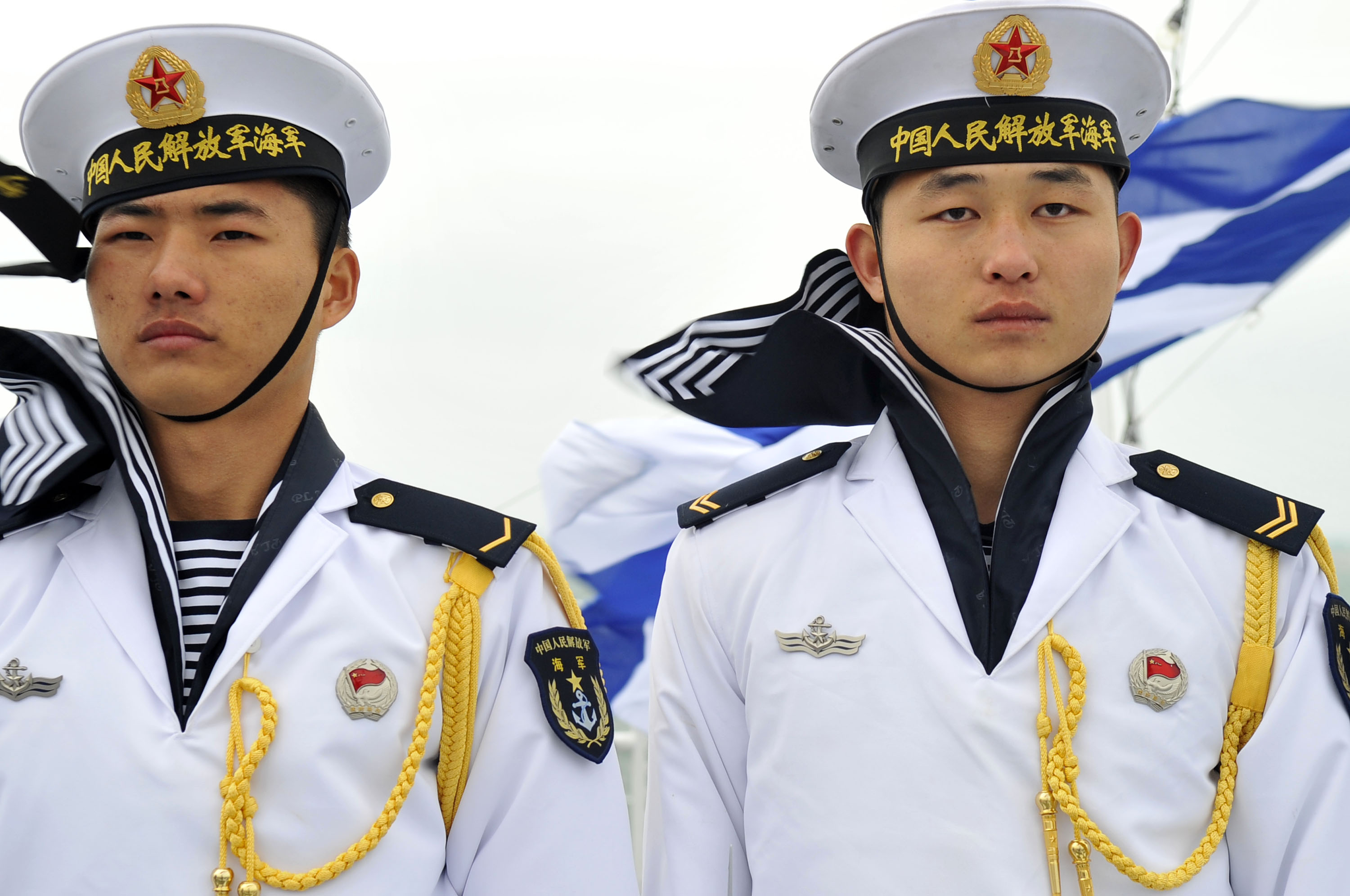
Китайські безкозирки.
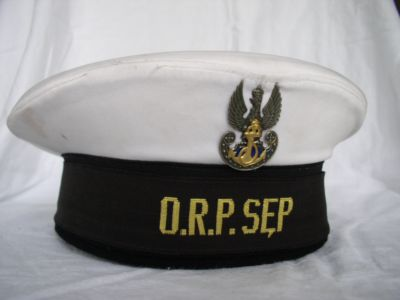
Польські безкозирки.
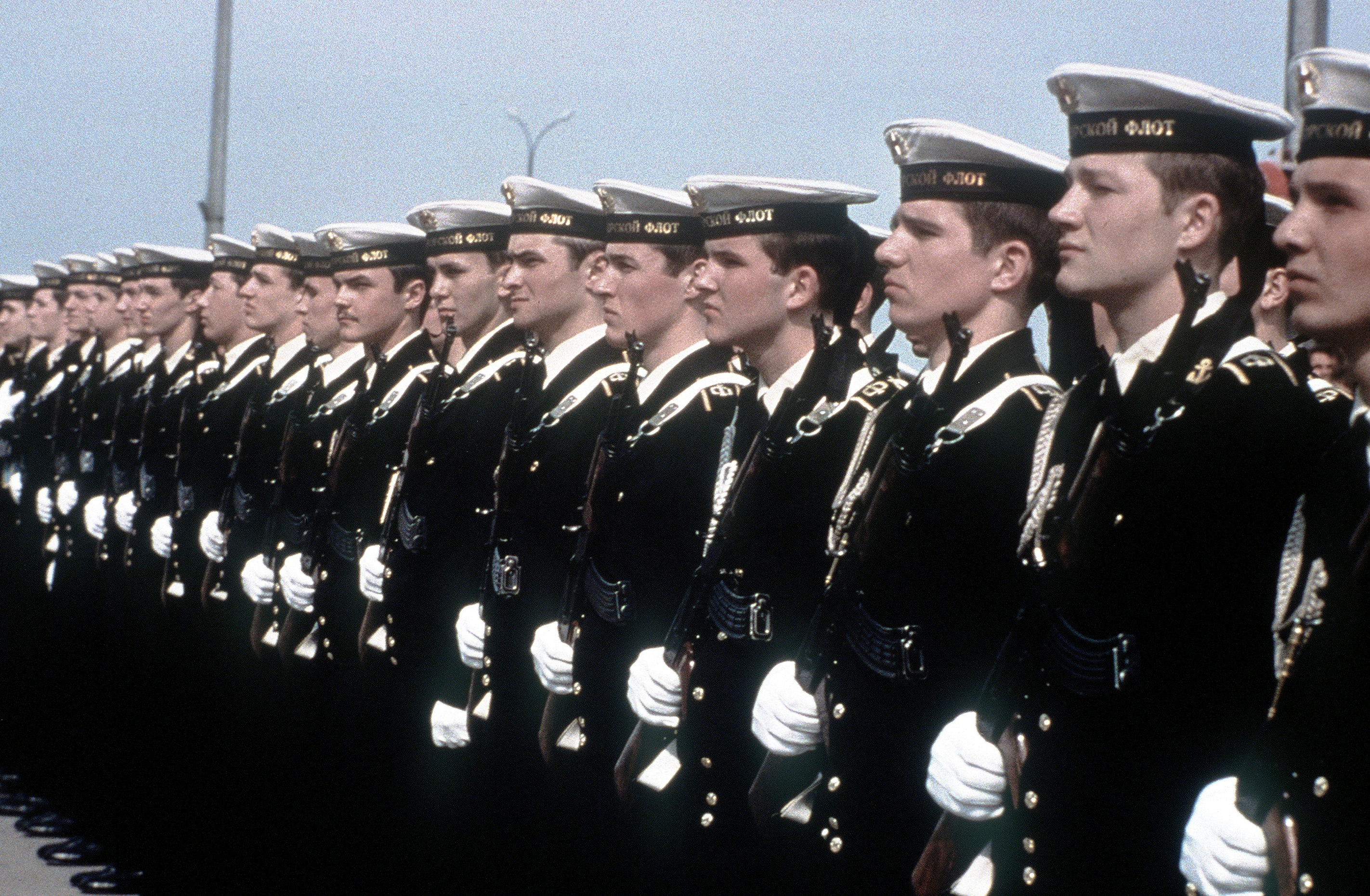
Радянські матроси у 1982 році.
Федосій Щусь у безкозирці серед командирів-махновців.